# Liste des gares de la SE
Liste des gares de la Société générale des chemins de fer économiques (SE). 

## Liste
| Nom                        | Ville         | Département | Réseau                       | Ligne(s)                                                                            | Illustration |
| -------------------------- | ------------- | ----------- | ---------------------------- | ----------------------------------------------------------------------------------- | ------------ |
| Bierne                     | Bierne        | Nord        | Réseau du Nord - Groupe Nord | Bergues - Bollezeele (CF. secondaire)                                               |              |
| Bollezeele                 | Bollezeele    | Nord        | Réseau du Nord - Groupe Nord | - Bergues - Bollezeele (CF. secondaire) - Herzeele - Saint-Momelin (CF. secondaire) |              |
| Drincham                   | Drincham      | Nord        | Réseau du Nord - Groupe Nord | Bergues - Bollezeele (CF. secondaire)                                               |              |
| Herzeele                   | Herzeele      | Nord        | Réseau du Nord - Groupe Nord | Herzeele - Saint-Momelin (CF. secondaire)                                           |              |
| Lederzeele                 | Lederzeele    | Nord        | Réseau du Nord - Groupe Nord | Herzeele - Saint-Momelin (CF. secondaire)                                           |              |
| Pitgam                     | Pitgam        | Nord        | Réseau du Nord - Groupe Nord | Bergues - Bollezeele (CF. secondaire)                                               |              |
| Saint-Momelin              | Saint-Momelin | Nord        | Réseau du Nord - Groupe Nord | Herzeele - Saint-Momelin (CF. secondaire)                                           |              |
| Steene                     | Steene        | Nord        | Réseau du Nord - Groupe Nord | Bergues - Bollezeele (CF. secondaire)                                               |              |
| Volckerinckhove - Broxeele | Broxeele      | Nord        | Réseau du Nord - Groupe Nord | Herzeele - Saint-Momelin (CF. secondaire)                                           |              |
| Wormhout                   | Wormhout      | Nord        | Réseau du Nord - Groupe Nord | Herzeele - Saint-Momelin (CF. secondaire)                                           |              |
| Zegerscappel               | Zegerscappel  | Nord        | Réseau du Nord - Groupe Nord | Herzeele - Saint-Momelin (CF. secondaire)                                           |              |